# 洗澡 (电影)
《洗澡》是一部1999年的中国喜剧电影，由张扬执导，朱旭、濮存昕、姜武主演，同年9月14日在多伦多国际电影节首映并获国际影评人协会奖。尽管這只是张揚的第二部导演作品和艺玛电影技术有限公司的第三部作品，《洗澡》却入选了众多电影节，包括圣塞瓦斯蒂安国际电影节、圣丹斯电影节和西雅图国际电影节，并获得了许多奖项。
这部电影由张揚和一组年轻编剧执笔，围绕北京一家家庭经营的澡堂展开。一位上了年纪的父亲和他智障的小儿子为了让澡堂的老顾客们常来，每天都在努力工作。当多年前前去南方深圳淘金的长子突然回来，长期破裂的父子关系再次面临压力。作为一部轻松愉快的喜剧，《洗澡》探索了家庭、友谊和传统的价值。

## 情节
在北京的一个老城区，一位众人口中的老刘（朱旭饰演）和他的弱智儿子刘二明（姜武）运营并住在一座传统的男子澡堂。这家澡堂为各种老顾客提供理发、按摩、剃须、火罐甚至老式足疗等各种周边服务，其中不少老顾客是退休的老北京人。顾客们通常一整天日复一日在澡堂里玩中国象棋或比赛斗蛐蛐。因此，他们不仅彼此之间建立了密切的联系，而且还与集经理、职员、争吵调解人、婚姻咨询师于一身的老刘结下了不解之缘。其中一个老顾客在洗澡时唱《我的太阳》，但是当他在公共场合唱这首歌时，他就无法开腔，直到二明用水管给他提供淋浴。另一位老顾客是张先生，自从他妻子赤身裸体追小偷后，他的婚姻就陷入了困境，老刘安排了一个和解方案，让这个男人在洗澡时发现他的妻子。晚上澡堂打烊后，老刘和二明每天都要在小区里慢跑，之后他们在洗澡时潜水屏气比赛。即使是像打扫浴室这样的简单任务，对这对父子来说也是非常有趣的，这时他们两人表现得像小孩子。
一天，多年前离开去南方城市深圳淘金的老刘的长子刘大明（濮存昕）突然回家。大明现在是个成功的商人，他收到了一张二明寄来的明信片，上面有他们父亲躺在床上的图画。大明以为父亲已经去世了，赶紧回家，却发现这是一场误会。然而，老刘和大明的父子关系显得紧张，大明计划三天后返回深圳。
当二明陪大明去市区预订机票时，他漫不经心地离开了，不见踪影。经过一番徒劳的寻找，大明回到了他痛苦的父亲身边，父亲因为他不能照顾弟弟而痛斥他。老刘感慨说，已经失去了一个儿子（指大明），他不能再失去另一个。然而，第二天早上，二明却自己回家了，让大家松了一口气。大明已经推迟了航班，决定再住一晚。
当夜下起了大雨。老刘在屋顶上修理漏水处时，感冒了，第二天早上就生病了。大明自告奋勇接手澡堂的工作，再次耽误了他的归期。接下来的几天，大明继续在澡堂帮忙，他甚至还和父亲和二明一起参加每天晚上的慢跑。一天晚上，慢跑回来的老刘在浴缸里洗澡时安详地去世了。
二明拒绝接受父亲去世的现实，坚持每天照常开放澡堂。同时，大明正计划把二明带回深圳与他同住，但担心妻子会拒绝接纳智障的二明。大明决定将二明留在一家福利院呆上两个月，自己回深圳做准备。然而，二明并不赞成，他在福利院和服务人员发生了冲突。针对这种情况，大明决定再次将二明带回澡堂，暂时恢复营业。
同时，为了商业发展，整个城区将被拆除。当搬家工人开始把旧家具搬出澡堂时，二明愤怒地试图阻止搬家者搬出家具，试图保住澡堂。最终，他被大明说服，接受了现实。影片的结尾是一群老顾客最后一次聚集在澡堂里，把墙上的旧画和肖像画移走。同时，二明开始怀旧地唱着《我的太阳》的曲调，作为对澡堂的最后告别。

## 角色
- 朱旭 饰老刘，大明和二明的父亲
- 濮存昕 饰刘大明，多年前去了深圳
- 姜武 饰刘二明，老刘弱智的幼子
- 何冰飾何壯

## 制片
《洗澡》的拍摄预算主要在北京，另外还有陕西北部（靠近延安）和西藏的场景。据制片人罗异说，由于预算紧张，他不得不“出去乞求演员”。他甚至在考虑聘请一个真正的智障业余演员来扮演刘二明，这时姜武找到他，要求让他演这个角色。北京的拍摄总共耗时43天，每天18到20小时，休息一天。演员们在拍摄间隙在浴室的床上小睡一会儿。《洗澡》在1999年5月末拍摄完毕。

## 反响
在1999年5月末结束拍摄后，制片人罗异因中国内地市场不佳而推迟了《洗澡》的发行，改为于9月14日在多伦多国际电影节首映，获得了国际影评人协会奖。它很快就被邀请参加更多的电影节，发行权被卖给了56个国家。艺玛电影技术有限公司仅预付款就收回了35万美元预算的两倍。在赢得国际赞誉后，《洗澡》终于在11月6日在国内上映。

### 获奖及提名
- 1999年多伦多国际电影节
  - 获国际影评人协会奖
- 1999年圣塞巴斯蒂安电影节
  - 获大公最佳导演奖
- 1999年塞萨洛尼基电影节
  - 获金亚历山大奖
- 2000年西雅图国际电影节
  - 获金太空针奖
  - 获最佳导演奖
- 2000年鹿特丹国际电影节
  - 最受欢迎奖
- 2001年衛星獎
  - 获金衛星獎提名
- 2002年香港電影金像獎
  - 获最佳亚洲电影提名

## DVD发行
2000年12月12日，索尼经典电影在美国发行了一张带有英文、西班牙文和法文字幕的DVD。